# Фридрих VII (маркграф Баден-Дурлаха)
Фридрих VII Магнус Баден-Дурлахский (нем. Friedrich VII. Magnus von Baden-Durlach; 23 сентября 1647, Иккермюнде — 25 июня 1709, Карлсбург, Дурлах) — маркграф Баден-Дурлаха, прадед Екатерины II.
Фридрих Магнус — второй сын Фридриха VI и его супруги Кристины Магдалены. 15 мая 1670 года в возрасте 23 лет женился на Августе Марии Гольштейн-Готторпской, дочери герцога Фридриха III Гольштейн-Готторпского. После смерти Фридриха в 1709 году маркграфство наследовал его второй сын Карл III Вильгельм.

## Потомки
, 15 мая 1670 года в Хузуме Фридрих VII женился на Августе Марии Гольштейн-Готторпской, дочери Фридриха III Гольштейн-Готторпского. У супругов родились:
- Фридрих Магнус (13 января 1672 — 24 февраля 1672).
- Фридерика Августа (21 июня 1673 — 24 июля 1674).
- Кристина София (17 декабря 1674 — 22 января 1676).
- Клавдия Магдалена Елизавета (15 ноября 1675 — 18 апреля 1676).
- Катарина (10 октября 1677 — 11 августа 1746), замужем за графом Иоганном Фридрихом Лейнинген-Гартенбургским.
- Карл III Вильгельм (1679—1738), маркграф Баден-Дурлаха, женат на Магдалене Вильгельмине Вюртембергской.
- Иоганна Елизавета (1680—1757), замужем за герцогом Эберхардом Людвигом Вюртембергским.
- Альбертина Фридерика (1682—1755), замужем за Кристианом Августом Гольштейн-Готторпским.
- Кристоф (9 октября 1684 — 2 мая 1723), женат на Марии Кристине Лейнинген-Дагсбург-Фалькенбург-Гейдесгеймской.
- Шарлотта София (1 марта 1686 — 5 октября 1689).
- Мария Анна (9 июля 1688 — 8 марта 1689).